# Социология кино
Социология кино (англ. Sociology of film) — это отрасль социологической науки, в рамках которой проводятся исследования кинематографа как социального института, рассматриваются этапы создания, распространения и восприятия кинофильмов социумом, а также анализируется потребность общества в кинематографе. Также в фокусе внимания социологии кино оказываются социодемографическая структура аудитории кинозрителей, их жанровые, тематические предпочтения, статистика посещаемости кинотеатров.

### Возникновение понятия
Впервые термин «социология кино» был использован немецкой исследовательницей Эмилией Альтенло в 1914 году в её книге «К социологии кино». В своём труде автор рассмотрела различные аспекты производства и показа фильмов (в том числе правовые вопросы, связанные с цензурой, возрастными ограничениями и др.), уделила внимание анализу киноаудитории, а также описала кино как один из видов досуга.

### История становления
На начальном этапе развития западной социологии кино авторы, предпринимавшие попытку осмысления социальной роли кинематографа (Леон Муссинак, Кароль Иржиковский), чаще всего оформляли свои работы в виде эссе, в которых ещё не были проработаны теоретические и эмпирические основания исследования кинематографа через призму социологии. Некоторые американские социологи (Г. Блумер, Р. Петерсон, Л. Тёрстон) проводили прикладные исследования кино для изучения его влияния на молодёжь, а также возможных последствий данного процесса.
Становление социологии кино как научной дисциплины проходит в 40-х годах XX века, когда исследователи начинают анализировать эмпирически собранные данные о принципах производства и функционирования кино, а также изучать внутреннюю структуру фильмов и их влияние на аудиторию. В 1970 году Ян Джарви в своей книге «К социологии кино» впервые применил комплексный подход к рассмотрению кино как социального института. Автор провёл социологическое исследование гонконгского кинематографа. Помимо Джарви в семидесятые годы над изучением кинематографа через призму социологии работает Энтони Тюдор, который в своей исследовательской работе опирается на социологию массовых коммуникаций.